# Terlinden Textilpflege
Die Terlinden Textilpflege AG mit Sitz in Küsnacht ist eine Schweizer Textilpflege-Kette.

## Firma
Das Unternehmen wurde 1868 als Seidenhanddruckerei in Küsnacht gegründet und entwickelte sich im 20. Jahrhundert zum bedeutendsten Dienstleistungsunternehmen für Textilveredelung (1925), Teppichpflege (1918) und Textilreinigung (1877) in der Schweiz.
Sie betreibt schwerpunktmässig in Zürich und Umgebung 20 Filialen und ist damit in der Deutschschweiz Branchenleaderin. Ihre Geschäftsaktivitäten umfassen die Reinigung von Kleidern, Hemden, Wäsche und Lederwaren sowie von Vorhängen, Duvets, anderen Heimtextilien und Teppichen. Darüber hinaus bietet das Unternehmen auch verschiedene damit zusammenhängende Dienstleistungen wie Imprägnierung und Faserschutz, Reparaturen, Hemden-Bügel-Service und eigene Nähateliers. Das Familienunternehmen wird heute in der 5. und 6. Generation geführt und beschäftigt 100 Mitarbeiter.
Darüber hinaus bewirtschaftet die «Terlinden Management AG» das umgenutzte Industrieareal der ehemaligen Seidenhanddruckerei Terlinden & Co. in Küsnacht. Zusammen mit Jelmoli gründete die Firma neben ihrer bisherigen Tätigkeit ein gemeinsames Textilpflege-Unternehmen, an der die beiden Firmen zu 50 Prozent beteiligt waren. 1999 verkaufte Jelmoli ihren Anteil an die «Terlinden Management AG».

## Geschichte

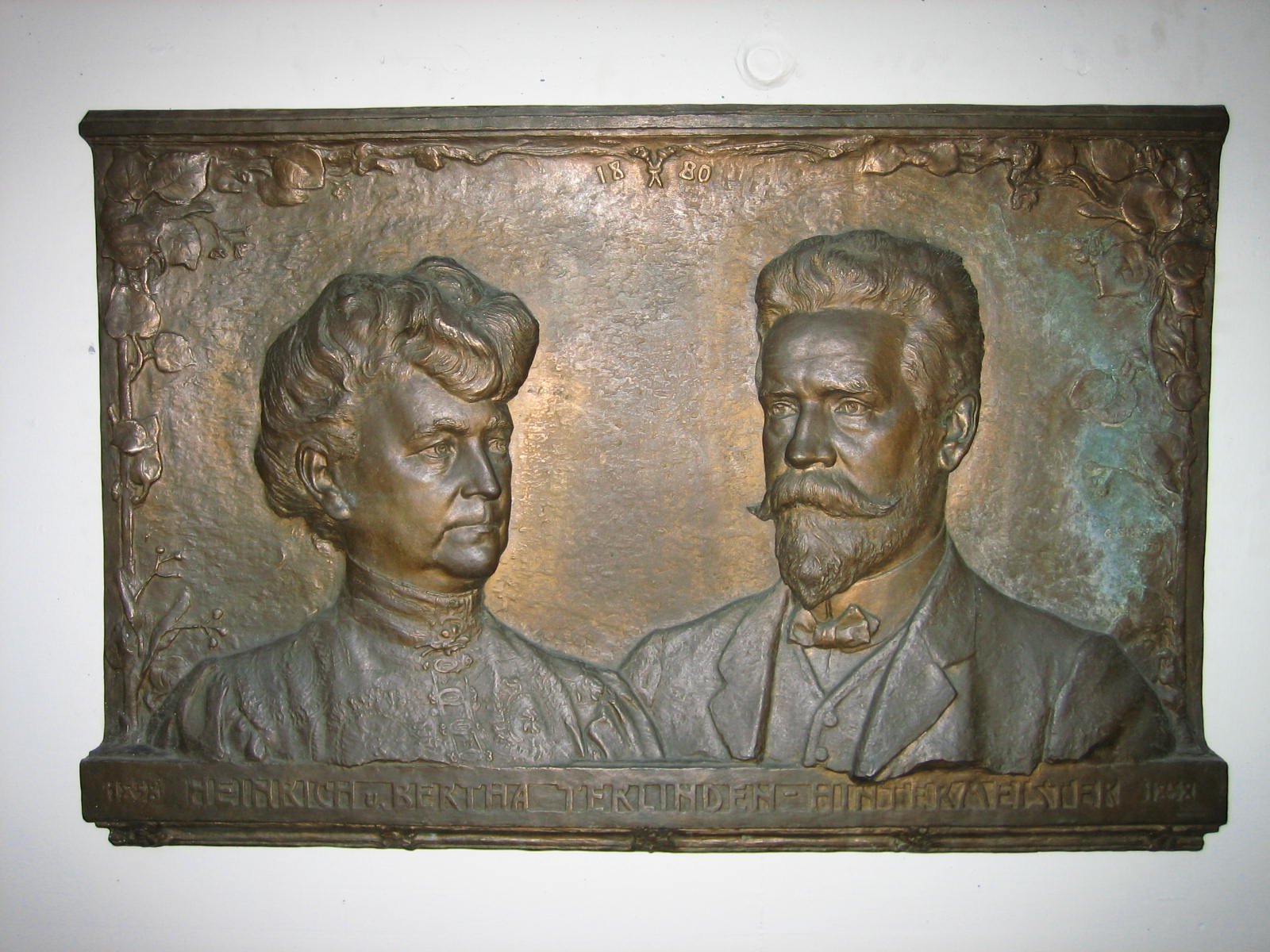
Gedenktafel Heinrich und Bertha Terlinden-Hintermeister im Goldbach-Center, dem ehemaligen Standort der Terlinden-Fabrik

Gründer der Terlinden war Hermann Hintermeister (1838–1901). Hintermeister wurde in Zürich-Schwamendingen geboren. In der Foulard-Druckerei Schmid in Thalwil, wo Hintermeister eine Lehre als Kolorist absolviert hatte, lernte er den Färber Jakob Forster († 1871) kennen.
1862 wanderten die beiden Männer nach Aeschbach bei Lindau in Bayern aus, wo sie zusammen in der Textilindustrie arbeiteten. 1867 kehrten sie an den Zürichsee zurück mit der Absicht, selber ein Unternehmen zu gründen. In Goldbach bei Küsnacht besass Heinrich Forster, der Bruder von Jakob Forster, an der Goldbacherstrasse eine Liegenschaft. In diesem Gebäude, dem späteren Waisenhaus, fanden sie eine Unterkunft. Im Waschhaus, an dem der Goldbach damals noch offen vorbeifloss, nahm die Geschichte der Terlinden ihren Anfang: 1868 wurde der Betrieb gegründet.
Nachdem Hintermeister und Forster eine Handdruckerei für Foulards betrieben hatten, eröffnete Hintermeister 1870 eine Kleiderfärberei. Im gestauten Goldbach wurden die Kleider gespült, die Kohlen für die Siedekessel wurden mit einem Ledischiff vom Bergwerk Käpfnach über den See gebracht. 1871, ein Jahr nach der Eröffnung der Kleiderfärberei, starb Jakob Forster.
Die gute Entwicklung des Geschäftsganges erforderte eine Erweiterung der Anlagen. 1873 erwarb Hintermeister die ehemalige Wirtschaft und Bäckerei Nägely, in der die Färberei eingerichtet wurde. 1874 wurde an der Oberdorfstrasse in Zürich die erste Filiale eröffnet, die Leitung hatte Hintermeisters Frau Berta. 1878 folgte ein zweites Geschäft an der Zürcher Bahnhofstrasse, 1881 eines in Bern und später weitere in Lausanne, Genf, Winterthur und St. Gallen.
Als ausgezeichneter Schütze besuchte Hintermeister 1877 das 4. Deutsche Bundesschiessen in Frankfurt am Main. Beim Besuch einer dort ansässigen Färberei lernte er den 19-jährigen Heinrich Terlinden (1858–1928) kennen und engagierte ihn als Färber für seinen Betrieb in Küsnacht. Terlinden kümmerte sich vor allem um den Bereich der Chemischen Reinigung, die Hintermeister 1878 als erster in der Schweiz einführte. Im Oktober 1880 heiratete Terlinden die Tochter seines Chefs, Bertha Hintermeister, die in der Zürcher Filiale mitgearbeitet hatte. Zudem übernahm er die technische Leitung des Betriebs.

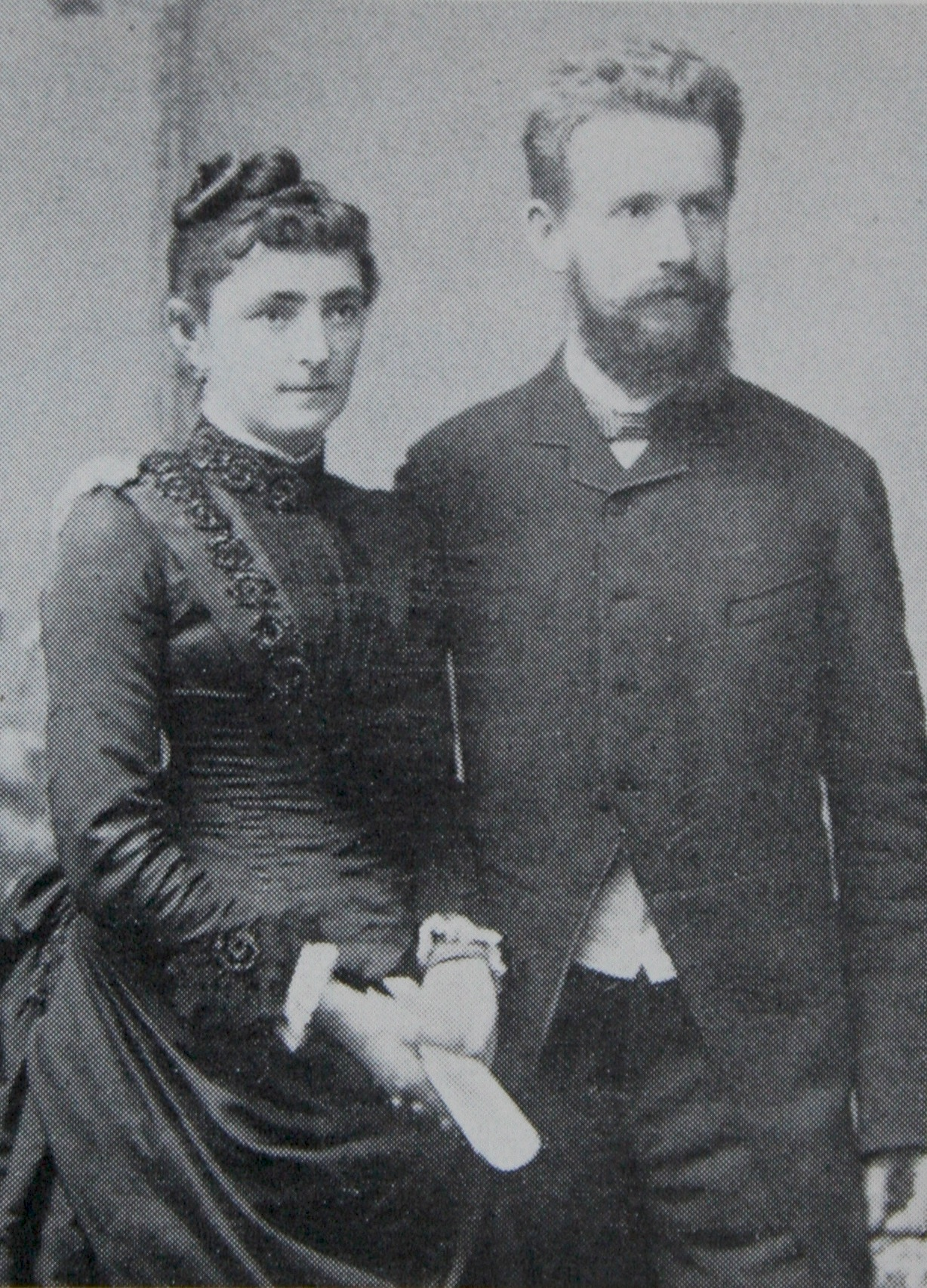
Bertha Hintermeister und Heinrich Terlinden 1880
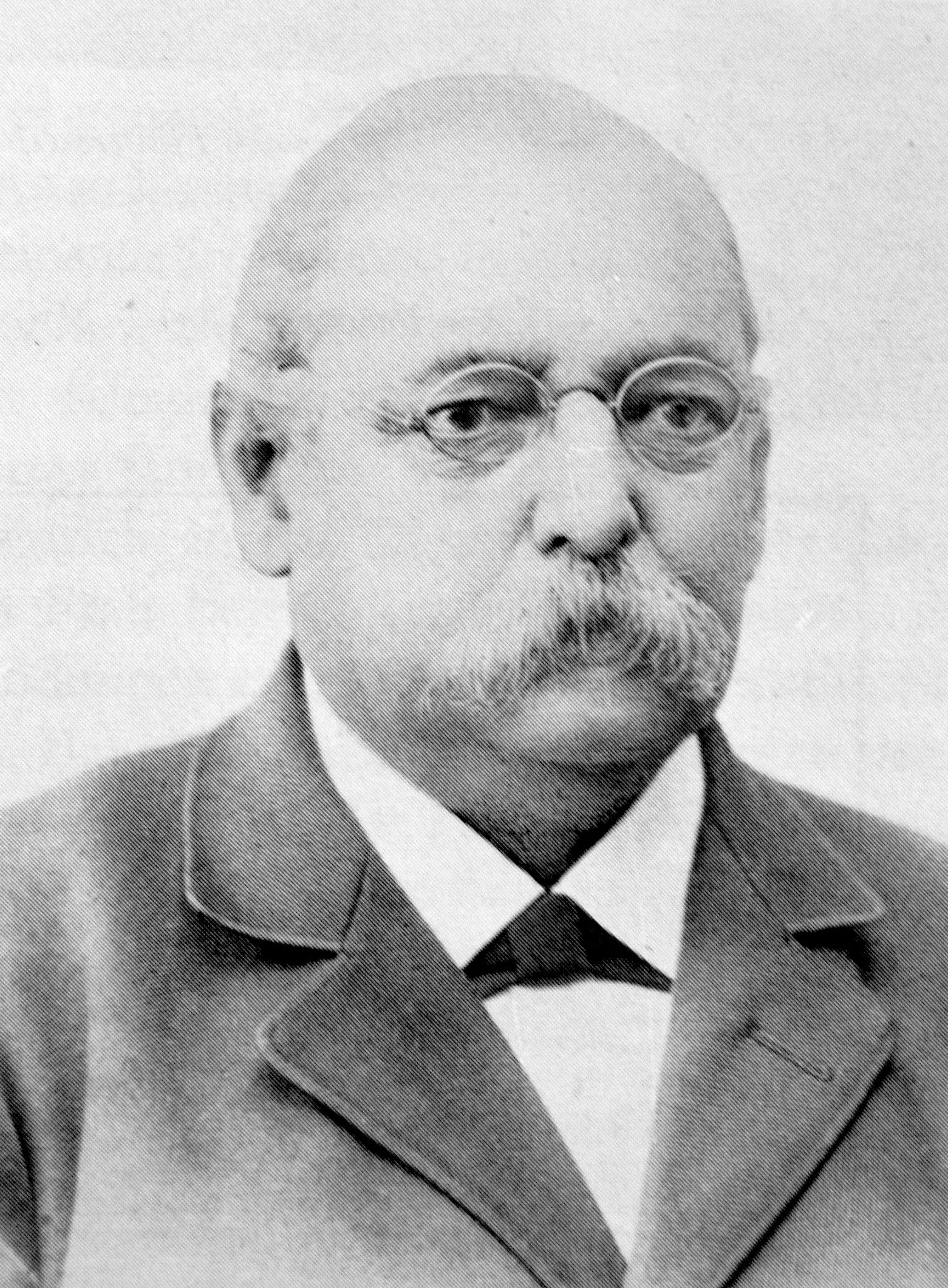
Hermann Hintermeister
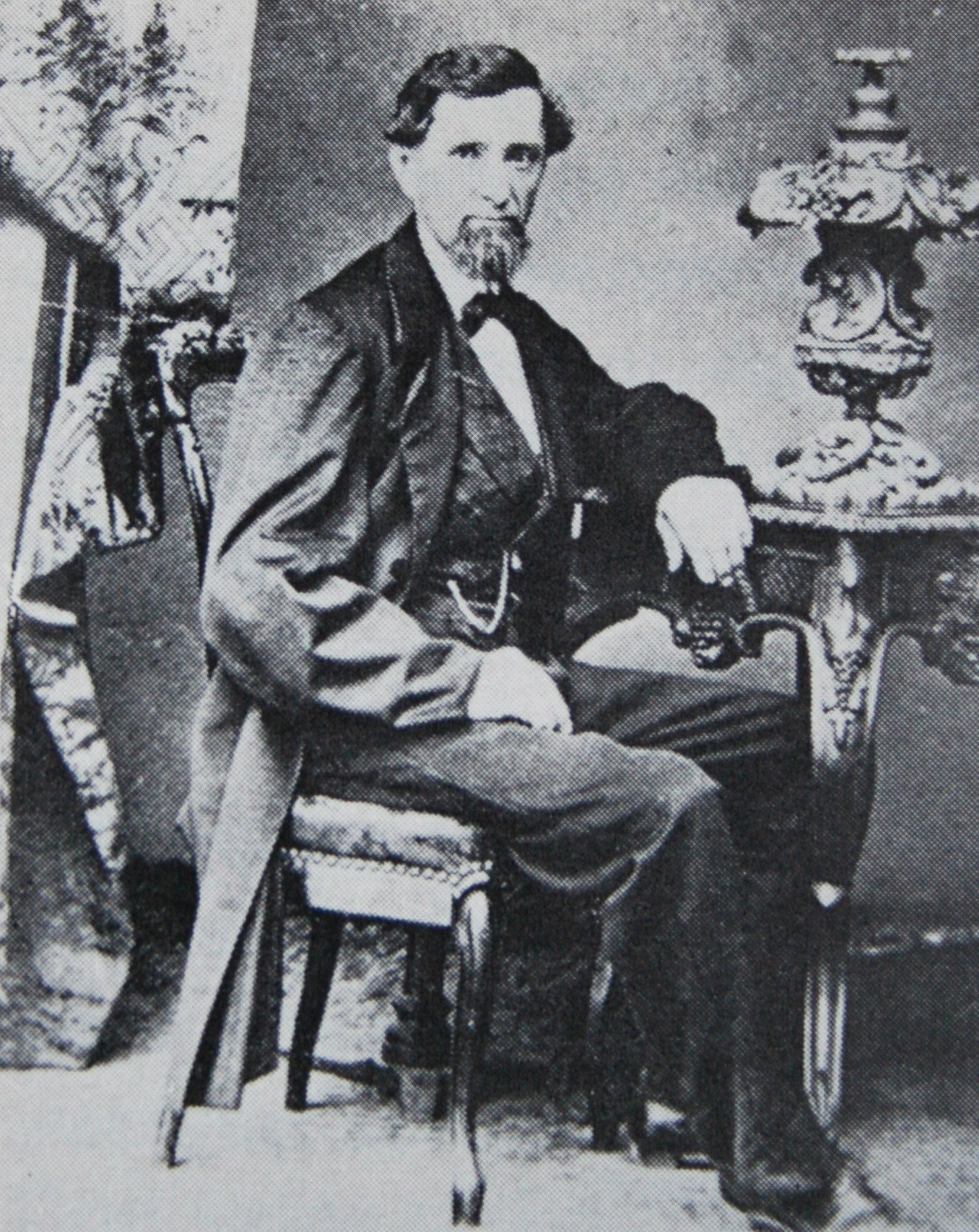
Jakob Forster
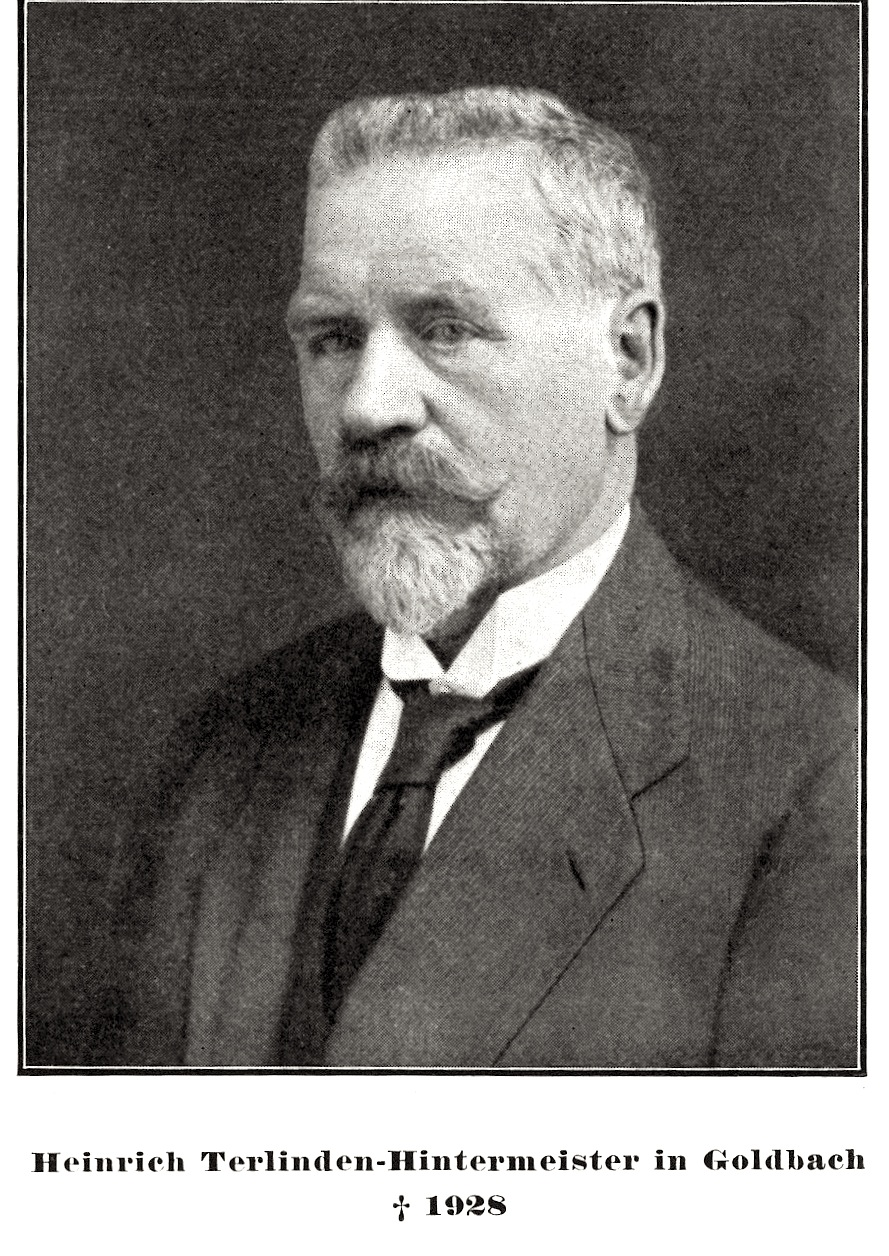
Heinrich Terlinden, 1926
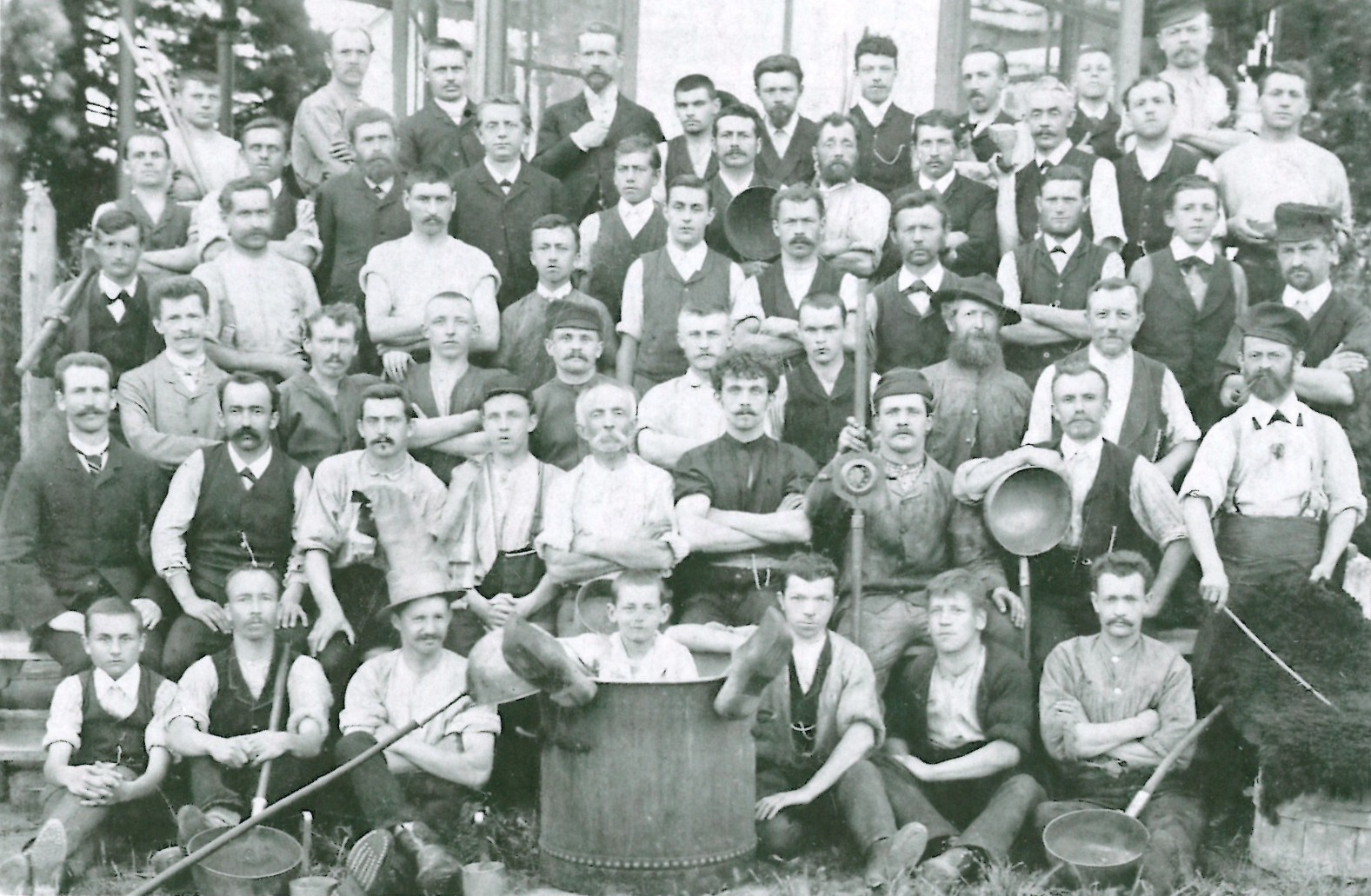
Belegschaft um 1900. Hinten links mit Hand am Revers Heinrich Terlinden

Das Unternehmen wuchs mit jedem Jahr und wurde in der Branche immer mehr zu einem Begriff. An den Schweizerischen Landesausstellungen 1883 in Zürich und 1896 in Genf erregten die gefärbten Kleider grosses Aufsehen.
Hintermeister erwarb bis 1899  immer wieder Grundstücke, um seinen Betrieb vergrössern zu können. Für die Gesellen und Färber aus Österreich, Süddeutschland und nördlichen Staaten wurde an der Seestrasse ein so genanntes Kosthaus eingerichtet. Um 1895 liess er sich neben dem Fabrikgelände die «Villa Hintermeister» erbauen, die heute noch steht.

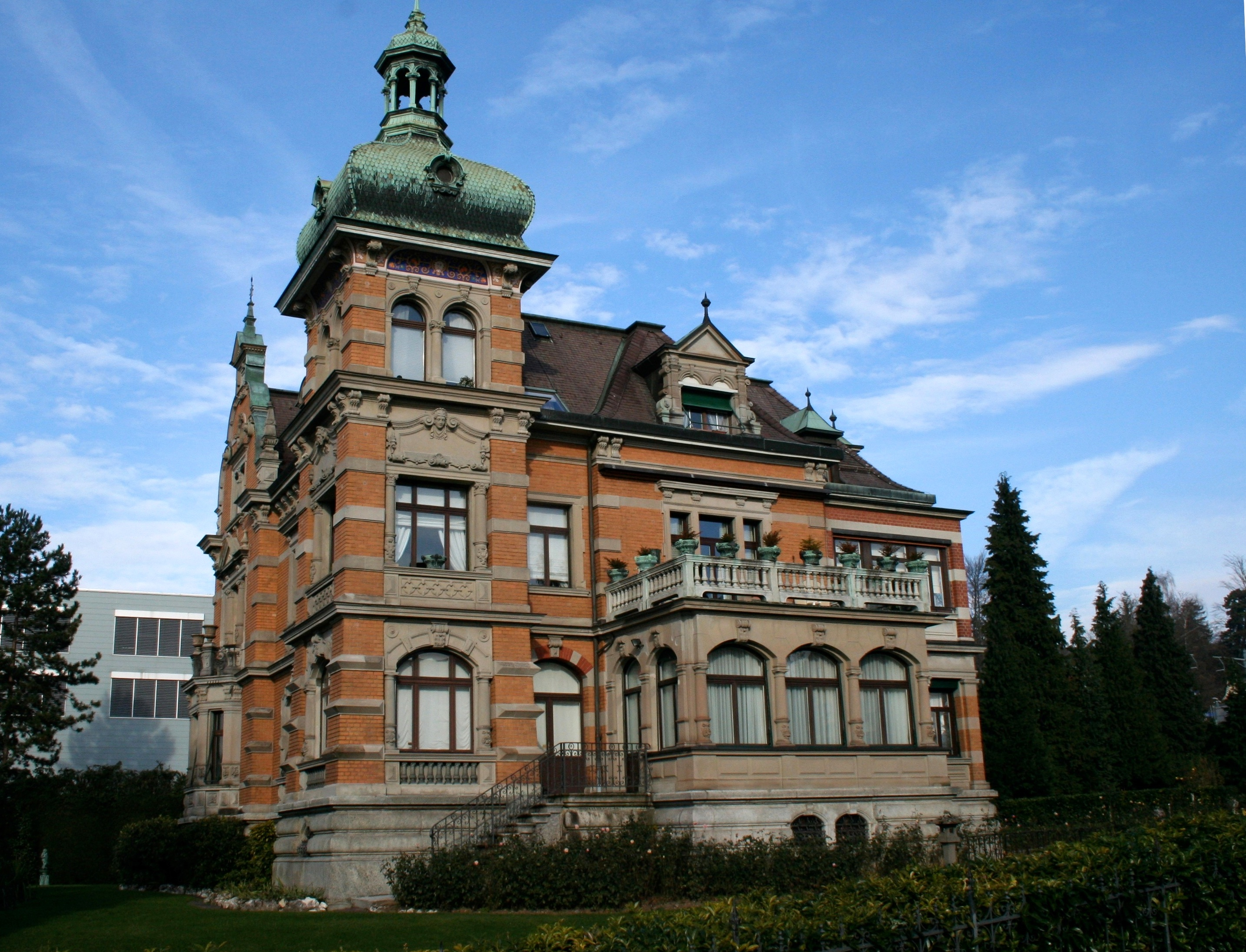
Villa Hintermeister (2008)

1899 zog sich Hintermeister aus der Geschäftsleitung zurück und überliess diese seinem Schwiegersohn Heinrich Terlinden. Bei seiner Verabschiedung schenkte er der Gemeinde 5000 Franken zugunsten des Waisenhauses. 1900 beschäftigte die Firma 200 Angestellte und betrieb neun Geschäfte in der ganzen Schweiz. Dazu kamen 50 Depots in allen grösseren Ortschaften.
Heinrich Hintermeister verstarb am 10. Juni 1901 an einem Herzleiden. „Ein Leichengeleit, wie Küsnacht es noch selten gesehen hatte, gab dem hochverdienten und beliebten Mann die letzte Ehre. Jedermann verliess die Kirche mit dem Gefühl, dass Küsnacht einen seiner besten Bürger verloren hatte“. Im Nekrolog wurde sein freundliches Verhältnis zwischen ihm und seinen Angestellten hervorgehoben.
Bis 1926 leitete Heinrich Terlinden die Firma, ihm folgten seine Söhne, Enkel und Urenkel.

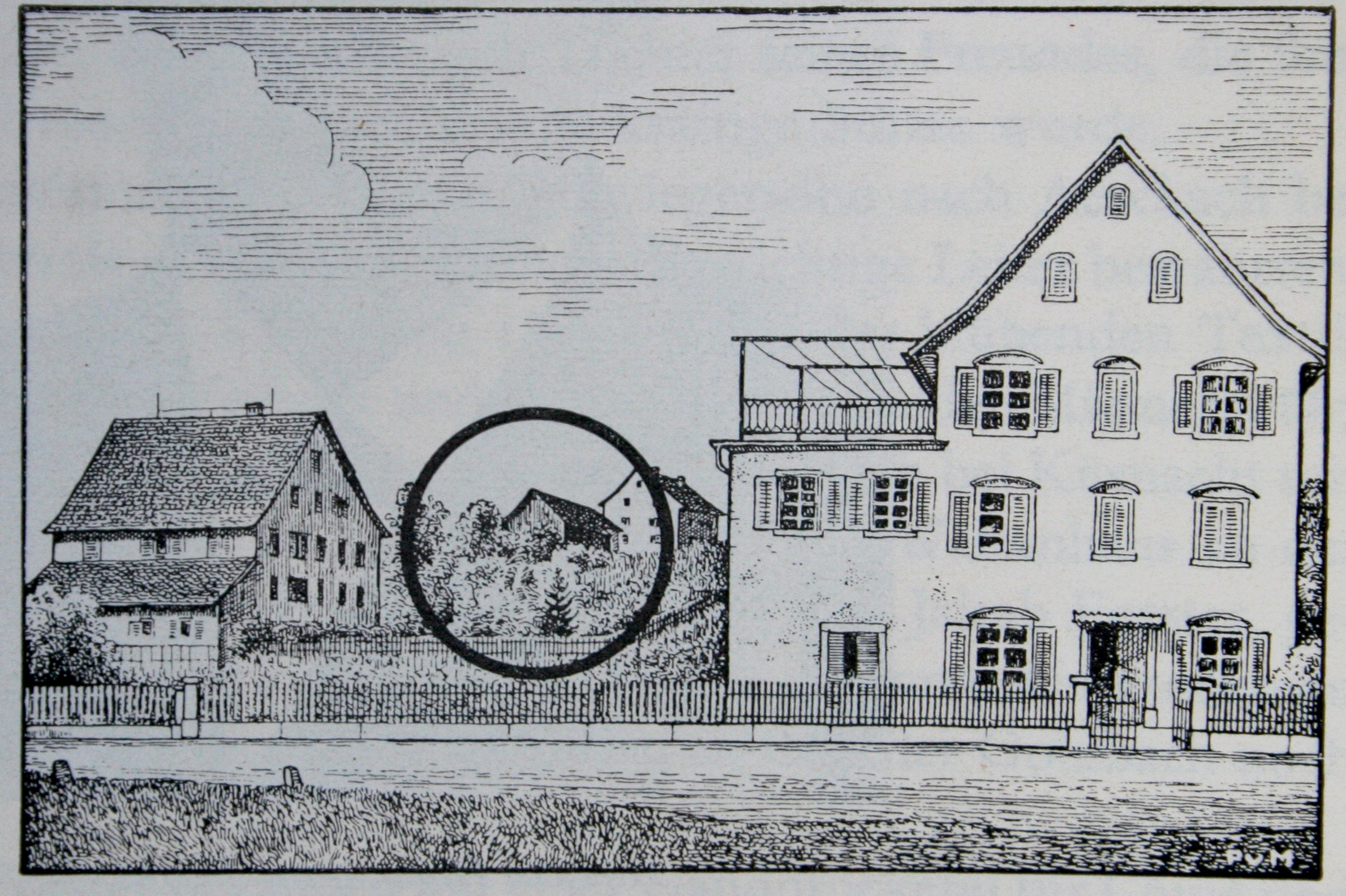
1867: Das Waschhaus
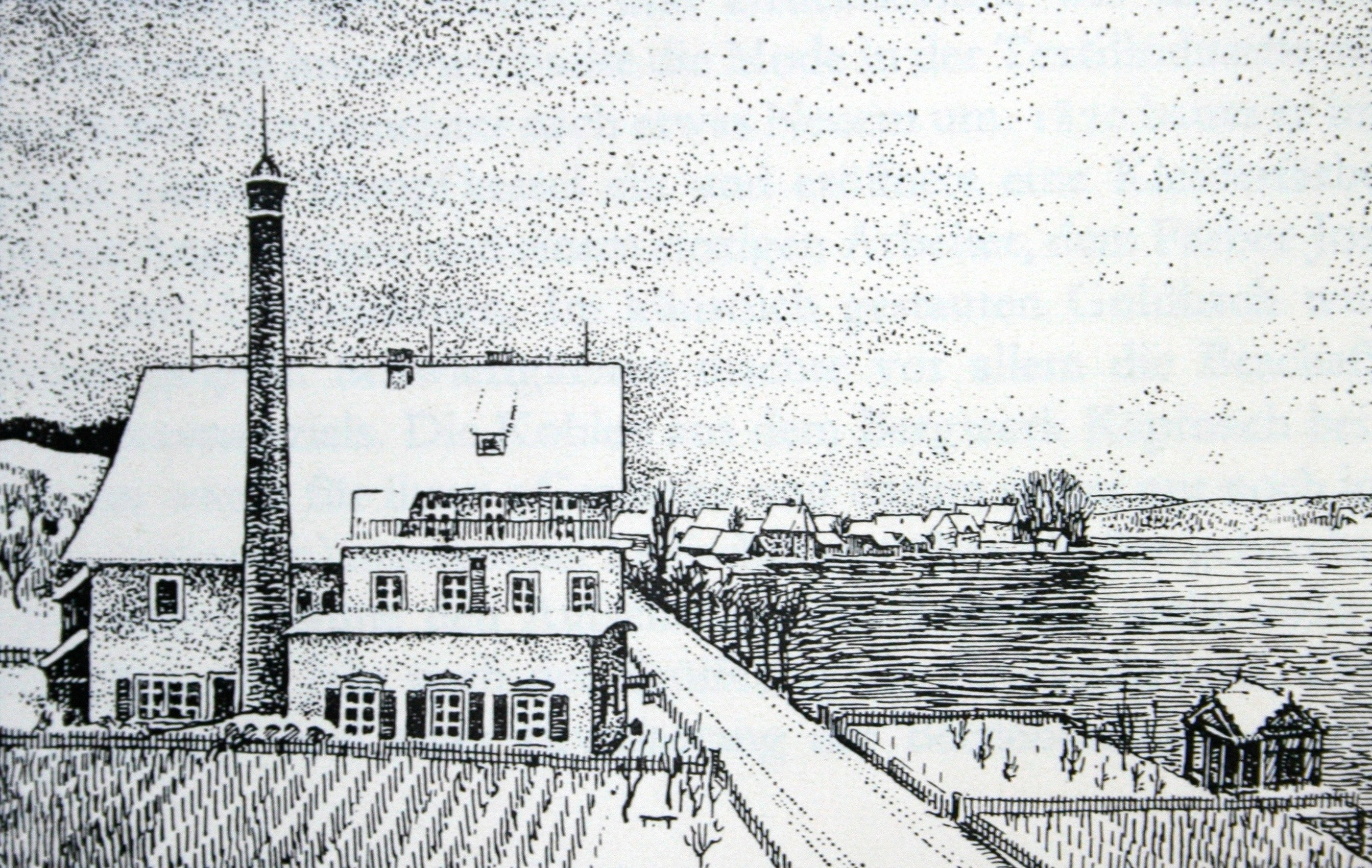
Die ehemalige Bäckerei Nägely
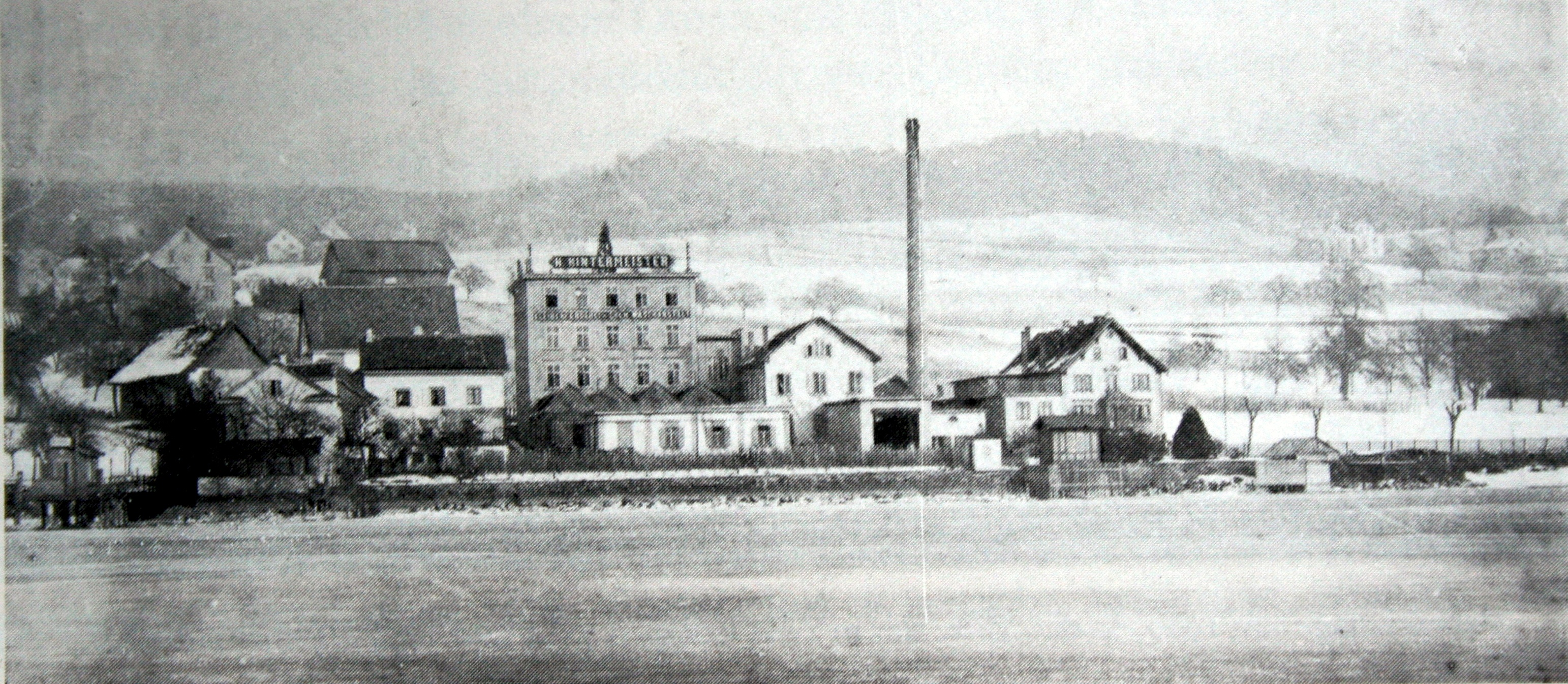
Fabrikanlage Hintermeister um 1885
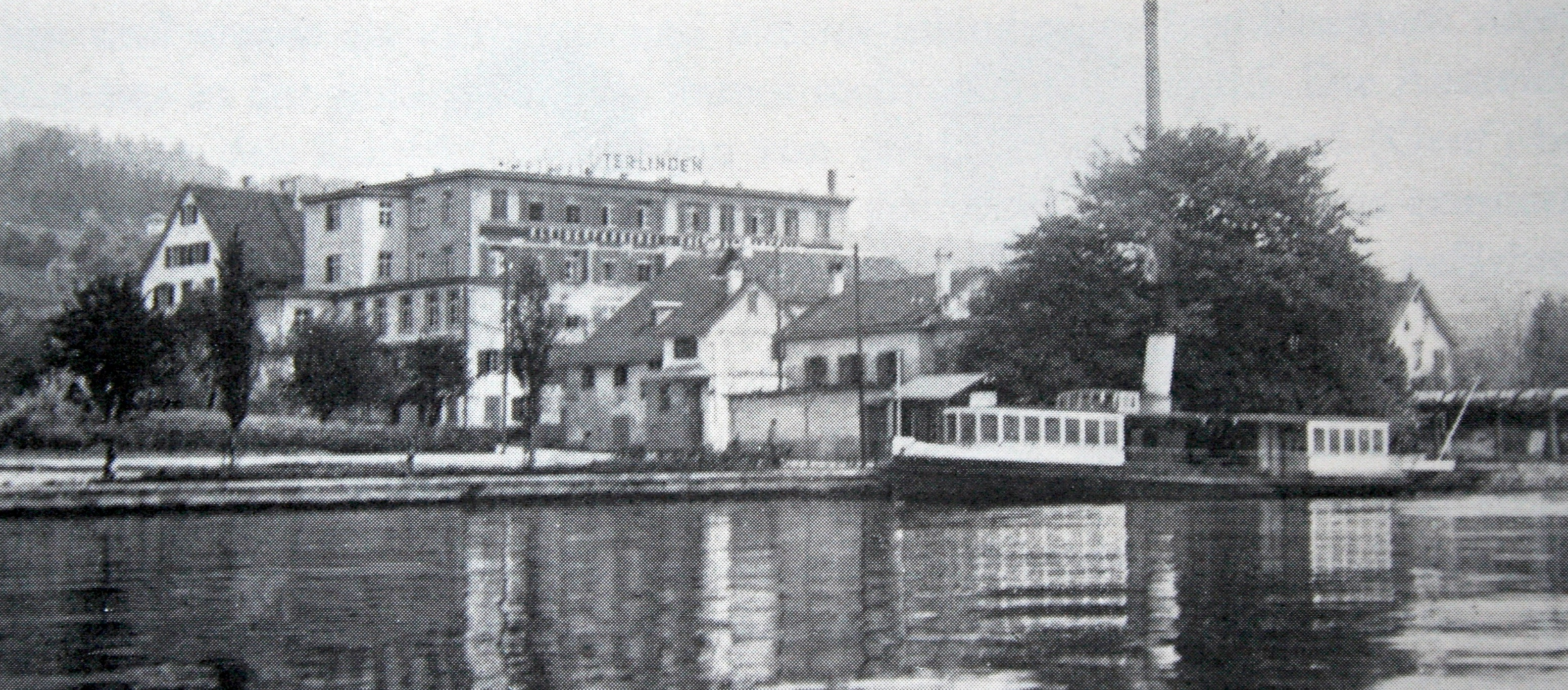
Fabrikanlage um 1900
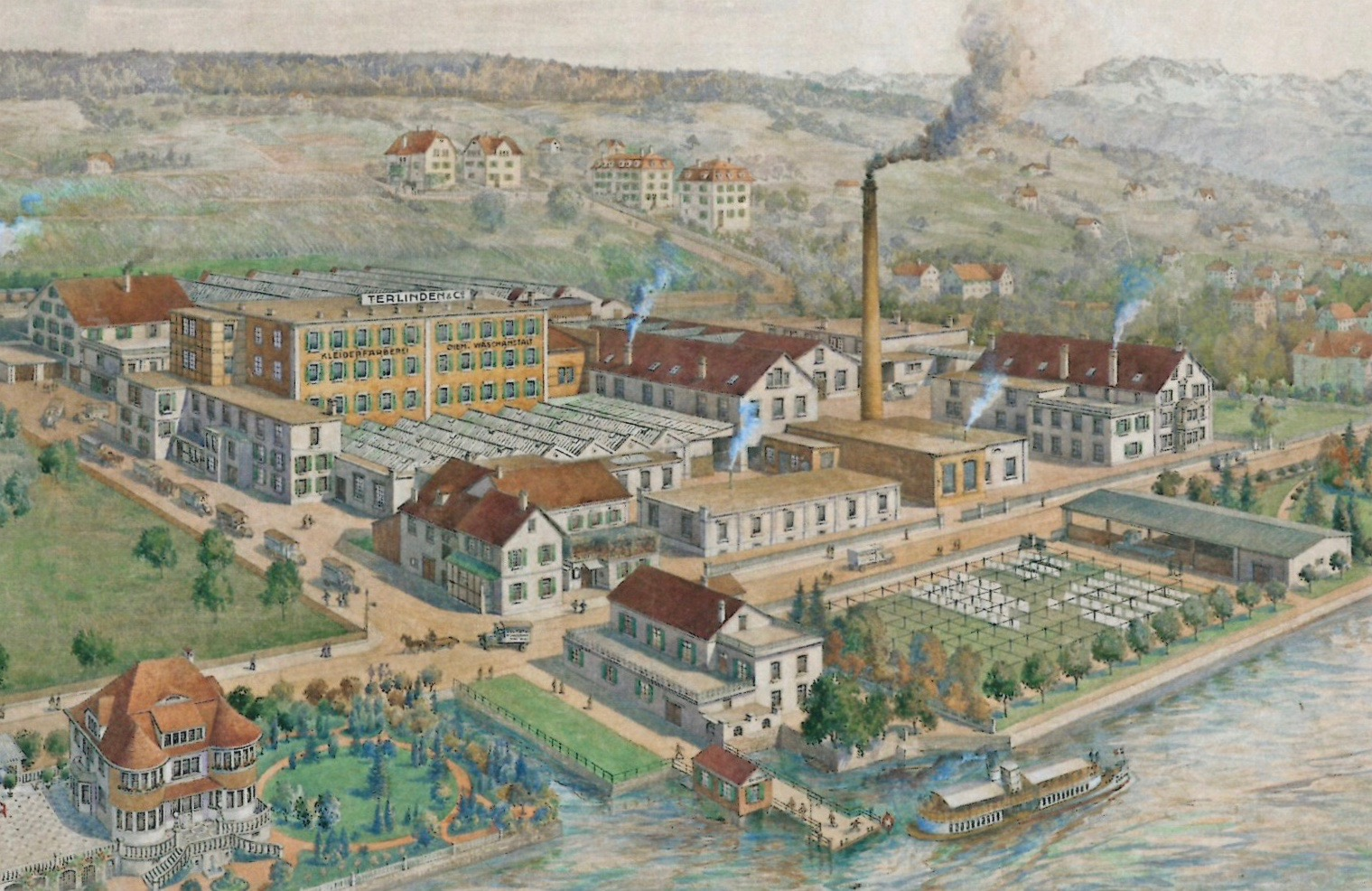
Idealisierte Darstellung der Fabrikanlage um 1910

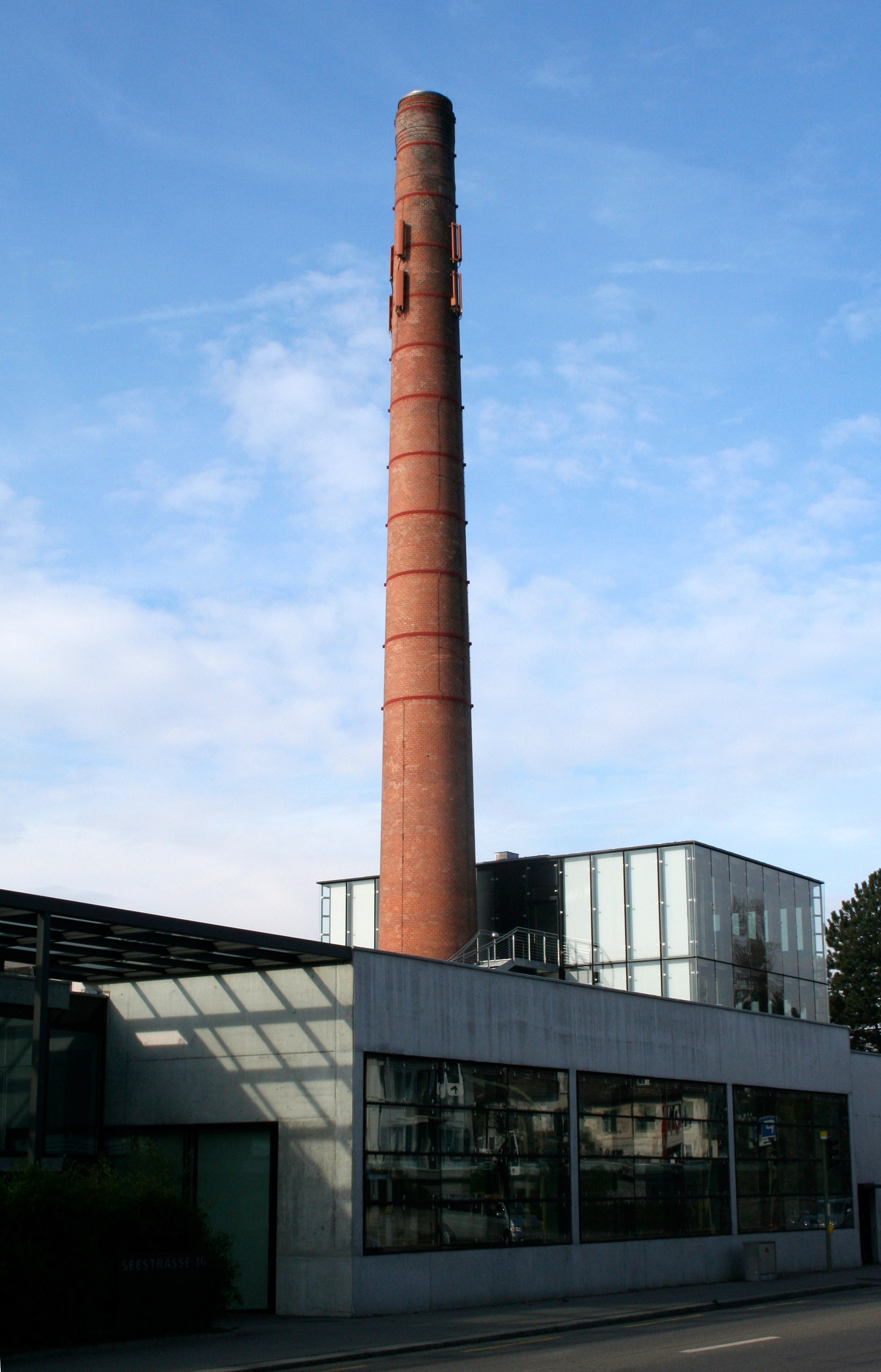
Hochkamin von ca. 1927

## Neuzeit
Als Folge des tief greifenden Strukturwandels in der Textilbranche wurde am Standort Küsnacht 1998 die Textilveredelung stillgelegt, der Betrieb Teppichpflege verkauft, der Zentralbetrieb der Textilreinigung an andere Standorte verlegt und die Verwaltung nach Zürich Witikon verlegt. Damit wurde das in Küsnacht freigewordene 11’000 m2 grosse Areal für eine Umnutzung frei. In der Folge wurden verschiedene Altbauten abgerissen und durch Neubauten ersetzt sowie die verbliebenen Altbauten modernisiert. Im jetzt Goldbach Center genannten Areal sind Büro-, Einkaufs- und Gewerbeflächen untergebracht. Das direkt am Zürichsee gelegene Kesselhaus mit dem Hochkamin aus der Zeit von 1927 wurde im 2003 in ein Bürogebäude umgenutzt. Der Hochkamin mit 42 Meter gilt als Wahrzeichen von Goldbach.